# BA-5
BA-5 – radziecki samochód pancerny skonstruowany w połowie lat 30. XX wieku.
W 1934 roku w zakładach ZiS rozpoczęto produkcję ciężarówki ZiS-6. Miała ona ładowność 6 ton, trzykrotnie większą niż popularny GAZ-AAA używany jako podwozie średnich samochodów ciężarowych. Duża nośność nowej ciężarówki że zainteresowali się nią konstruktorzy produkujących samochody pancerne Zakładów Iżorskich.
Prototypowy wóz pancerny powstał w 1935 roku (możliwe że zbudowano kilka prototypów). Wykorzystano lekko zmodyfikowane podwozie samochodu ZiS-6. Było to podwozie trójosiowe. W jego przedniej części zamocowany był silnik  ZiS-5. Był to 6-cylindrowy silnik gaźnikowy o pojemności skokowej 5555 cm³ i mocy 73 KM (54,5 kW) przy 2400 obr./min. Napęd z silnika był przenoszony na koła przy pomocy mechanicznej skrzyni biegów (4 biegi do przodu, 1 wsteczny). Koła z oponami 34.00-7.00, na przedniej osi pojedyncze, na tylnych podwójne. Baza podwozia 3,81 m, rozstaw kół 1,675 m. Na podwoziu osadzony był pancerny kadłub. Był on znitowany z płyt pancernych. Grubość pancerza przedniego była równa 4-9 mm, bocznego 6 mm. Przednia część kadłuba pełniła funkcję pancernej osłony silnika. Dalej znajdowały się stanowiska kierowcy i strzelca przedniego czkm DT. W tyle kadłuba swoje stanowiska mieli strzelec tylnego czkm DT i drugi kierowca. BA-5 był więc wyposażony w dwa stanowiska kierowców dzięki którym równie łatwa była jazda w obu kierunkach. Pomiędzy stanowiskami kierowców do stropu przedziału załogowego zamocowana była obrotowa wieża. Miała ona konstrukcję zbliżoną do zastosowanej w czołgu lekkim T-26, ale pozbawiona była tylnej niszy. Wykonano ją z blach stalowych. Grubość pancerza czołowego wieży była równa 4-9 mm, bocznego 4 mm. Dwuosobowa załoga wieży obsługiwała armatę czołgową ob. 1934 kalibru 45 mm i sprzężony z nią czkm DT. Jednostka ognia do armaty była równa 114 naboi i około 3000 naboi do karabinów maszynowych.
Prototyp BA-5 był testowany na poligonie NII BBT w Kubince. W wyniku prób zdecydowano, że pojazd nie będzie produkowany seryjnie. Decyzję taką ponieważ BA-5 posiadając uzbrojenie podobne jak średnie BA-3/BA-6 i niewiele grubsze opancerzenie miał masę większą o trzy tony i wymagał dodatkowego członka załogi. Miał także małą zdolność pokonywania przeszkód terenowych limitowaną niewystarczającą mocą silnika i dużą, większą niż w średnich samochodach pancernych, bazą podwozia. Doświadczenia z prac nad BA-5 zostały wykorzystane podczas prac nad skonstruowanym w latach 1936–1937 ciężkim samochodem pancernym BA-11. 